# Paola Pliego
María Paola Pliego Lara, conocida como Paola Pliego (Ciudad de México; 27 de septiembre de 1994), es una esgrimista de sable mexicana naturalizada uzbeka. Fue medallista de bronce en el Campeonato Panamericano de Esgrima de 2015 y medallista de oro en el de 2017.

## Biografía
Pliego se interesó por la esgrima a los cuatro años, después de ver una escena de esgrima en la película The Parent Trap. Era demasiado pequeña para entrenar en ese momento, pero persistió en su interés y acabó tomando cursos con su hermana. Comenzó a competir cuando era adolescente. Después de ganar sus primeras medallas en los campeonatos nacionales de México, entrenó en la academia Oregon Fencing Alliance, junto a la dos veces campeona olímpica Mariel Zagunis.
Con 150 puntos, Pliego terminó la temporada 2013-2014 como la primera cabeza de serie del ranking de sable femenino juvenil de la Federación Internacional de Esgrima (FIE).
Pliego ganó la Copa del Mundo de Esgrima 2013-14 en la categoría juvenil. En la temporada 2014-15 se clasificó segunda en el torneo satélite de Cancún. También ganó la medalla de bronce en el Campeonato Panamericano de Esgrima 2015 en Santiago, tras perder 10-15 en las semifinales contra la estadounidense Dagmara Wozniak. En el mismo campeonato consiguió la medalla de plata junto al equipo mexicano, el que integró junto a Úrsula González, Julieta Toledo y Tania Arrayales. Con esto, el equipo clasificó a los Juegos Panamericanos de 2015 en Toronto, donde nuevamente obtuvo medalla de plata.
En julio de 2016, el Laboratorio Nacional de Control, operado por la Comisión Nacional de Cultura Física y Deporte de México (CONADE), informó que Pliego había dado positivo a modafinilo, una sustancia prohibida. La esgrimista negó que hubiese tomado esa sustancia, argumentando que debido a su asma eso le habría provocado una crisis severa e incluso la muerte. Debido al resultado del examen, quedó relegada de los Juegos Olímpicos de Río de Janeiro 2016. La Federación Internacional de Esgrima inició una investigación por el supuesto consumo de la sustancia prohibida, y tras volver a analizar la muestra, esta vez en Alemania, no encontraron rastros de modafinilo.
Una vez exonerada, en 2017, ganó dos medallas de oro en el Campeonato Panamericano de Esgrima, en la categoría individual y de equipo. Incluso con estos resultados, nunca más fue convocada para representar a México en eventos internacionales.
En 2019, anunció que competiría bajo la bandera de Uzbekistán en la Copa Mundial de Esgrima 2019, citando la corrupción del Comité Olímpico Mexicano como la razón principal de esta decisión. En abril de 2020, un tribunal mexicano falló en su favor y obligó a la CONADE a indemnizar a Paola con 15 millones de pesos (750 000 USD), por los daños causados a su carrera. En 2023, la Suprema Corte de Justicia de la Nación negó un amparo que la CONADE había interpuesto, por lo que la institución está obligada a pagar la indemnización a Pliego.
Ganó una medalla de oro en los Juegos Asiáticos de 2022 junto el equipo femenino de esgrima de Uzbekistán tras derrotar a China en la semifinal y a Japón en la final. Integró el equipo junto a Zaynab Dayibekova, Gulistan Perdibayeva y Fernanda Herrera. Fue la primera medalla de oro ganada por aquel país en unos Juegos Asiáticos en esgrima.